# J.B. (opera teatrale)
J.B. è un'opera teatrale in versi liberi del poeta e drammaturgo Archibald MacLeish. Il dramma debuttò a Yale nell'aprile 1958 e vinse il Premio Pulitzer per la drammaturgia ed il Tony Award alla migliore opera teatrale. Il dramma è una rilettura in chiave moderna del Libro di Giobbe.

## Trama
In un angolo di un enorme tendone da circo, due venditori decidono di mettere in scena uno spettacolo nello spettacolo: il primo, Mr. Zuss, interpreterà Dio, mentre l'altro, Mr. Nickles, interpreterà il Diavolo. Sentono per caso il ricco banchiere newyorchese J.B. vantarsi della propria fortuna e considerarla una ricompensa divina per la sua obbedienza ai precetti religiosi. Nickles scommette che J.B. finirà per maledire Dio quando vedrà la sua sfortuna svanire e Zuss accetta la scommessa. I figli di J.B. muoiono, la banca fallisce e l'ex milionario si ritrova a vivere per strada; riceve la visita dei tre Consolatori - la Storia, la Scienza e la Religione - che gli offrono diverse spiegazioni sul perché queste sciagure si siano abbattute su di lui. J.B. rigetta le tre spiegazioni e chiede a Dio di spiegargli la vera motivazione. Nickles e Zuss intervengono: il primo lo spinge al suicidio, il secondo gli promette che tutte le ricchezze gli saranno restituite se giurerà di obbedire a Dio. Ma J.B. rifiuta entrambe le offerte e, con l'aiuto della moglie Sarah, decide di costruire una nuova vita insieme a lei.